# Északi vizeken (televíziós sorozat)
Az Északi vizeken (eredeti cím: The North Water) 2021-es brit–kanadai drámasorozat, amelyet Andrew Haigh alkotott, rendezett és írt, Ian McGuire azonos című regénye alapján. A főbb szerepekben Colin Farrell, Jack O'Connell, Stephen Graham, Tom Courtenay és Peter Mullan látható.
A sorozatot először Amerikában mutatták be 2021. július 15-én az AMC+-on. Egyesült Királyságban 2021. szeptember 10-én a BBC Two, Kanadában 2021. szeptember 19-én a Super Channel, Magyarországon 2021. november 5-én az HBO Max mutatta be.

## Ismertető
Az 1859-es évben, a bálnaolaj-kereskedelem utolsó évében járunk, egy jeges-tengeri bálnavadász expedíción. Az öregedő Volunteer hajó legénységéhez tartozik Patrick Sumner, a hajóorvos, aki kegyvesztett katonatisztként sötét múltját titkolja, valamint Henry Drax, a hajó fő szigonyosa és kormányosa, aki egyben gyilkos gengszter és erőszaktevő is. A bálnavadászat mellett a sorozat bemutatja a fókák lemészárlását, valamint a hajó fedélzetén elkövetett nemi erőszakot és gyilkosságot. A hajó kapitányáról, Brownlee-ről kiderül, hogy titokban azt tervezi, hogy elsüllyeszti a Volunteert, hogy a tulajdonos biztosítási csalást követhessen el, de a terv meghiúsul, amikor a hajó, amelynek meg kellett volna mentenie a legénységet, nem éri el őket időben, mielőtt a téli fagyok lehetetlenné tennék a tengeri utazást. Miközben az emberek egymás után halnak meg, Sumner kénytelen nemcsak az elemekkel, hanem a gonosz és mentálisan instabil Drax-szal is megküzdeni.

## Szereplők
| Szereplő                 | Színész             | Magyar hang       |
| ------------------------ | ------------------- | ----------------- |
| Patrick Sumner           | Jack O'Connell      | Szatory Dávid     |
| Henry Drax               | Colin Farrell       | Sarádi Zsolt      |
| Arthur Brownlee kapitány | Stephen Graham      | Schmied Zoltán    |
| Baxter                   | Tom Courtenay       | Ujréti László     |
| Michael Cavendish        | Sam Spruell         | Pál András        |
| A prédikátor             | Peter Mullan        | Szélyes Imre      |
| Otto                     | Roland Møller       | Schneider Zoltán  |
| Jones                    | Kieran Urquhart     | Penke Bence       |
| McKendrick               | Philip Hill-Pearson | Zámbori Soma      |
| Anna                     | Nive Nielsen        | Sági Tímea        |
| Corbyn                   | Jonathan Aris       |                   |
| Stevens                  | Lee Knight          | Molnár Levente    |
| Webster                  | Gary Lamont         |                   |
| Hester                   | Eliza Butterworth   | Kis-Kovács Luca   |
| Bain                     | Mark Rowley         | Karácsonyi Zoltán |
| Merok                    | Keenan Carpenter    |                   |
| Joseph Hannah            | Stephen McMillan    | Baráth István     |
| Gaurav                   | Rishi Kuppa         |                   |

### Magyar változat
- Bemondó: Orosz Gergely
- Magyar szöveg: Vajda Evelin
- Hangmérnök és vágó: Erdélyi Imre
- Gyártásvezető: Újréti Zsuzsa
- Szinkronrendező: Egyed Mónika
- Produkciós vezető: Dallos Miklós

A szinkront az SDI Media Hungary készítette el.

## Epizódok
| Sor. | Év. | Cím                                                            | Rendező      | Író          | Premier                               |
| ---- | --- | -------------------------------------------------------------- | ------------ | ------------ | ------------------------------------- |
| 1.   | 1.  | Íme az ember (Behold the Man)                                  | Andrew Haigh | Andrew Haigh | 2021. július 15. 2021. november 5.    |
| 2.   | 2.  | Nyomorult lény az ember (We Men Are Wretched Things)           | Andrew Haigh | Andrew Haigh | 2021. július 22. 2021. november 5.    |
| 3.   | 3.  | Homo Homini Lupus – Ember embernek farkasa (Homo Homini Lupus) | Andrew Haigh | Andrew Haigh | 2021. július 29. 2021. november 5.    |
| 4.   | 4.  | Evilági ördögök (The Devils of the Earth)                      | Andrew Haigh | Andrew Haigh | 2021. augusztus 5 2021. november 5.   |
| 5.   | 5.  | Az élet kínszenvedés (To Live Is To Suffer)                    | Andrew Haigh | Andrew Haigh | 2021. augusztus 12. 2021. november 5. |

## A sorozat készítése
A sorozat fejlesztése először 2016 végén kezdődött. A kanadai közszolgálati műsorszolgáltató CBC/Radio-Canada és a prémium televíziós csatorna, a Super Channel csatlakozott a sorozat gyártásában. 2019 februárjában jelentették be, hogy Colin Farrell kapta meg a minisorozat főszerepét. Áprilisban pedig Jack O'Connell is csatlakozott. A további bejelentett szereplők között pedig Stephen Graham, Tom Courtenay és Peter Mullan is szerepelt. sorozat forgatása 2019 októberében kezdődött, Magyarországon és a norvégiai Spitzbergák szigetcsoporton. 2020 márciusában a koronavírus-világjárvány miatt a forgatásokat szüneteltetni kellett, amikor már elég közel álltak a befejezéshez. A forgatás hátralévő négy napját egy későbbi időpontban fejezték be, egy angliai stúdióban.